# Emil Jula
Emil Gabriel Jula (Kolozsvár, 1980. január 3. – 2020. augusztus 22.) román labdarúgó, csatár.

## Pályafutása
1989-ben az Universitatea Cluj korosztályos csapatában kezdte a labdarúgást, majd 1998-ban mutatkozott be az első csapatban, ahol 2006-ig játszott. 2006 és 2008 között az Oțelul Galați labdarúgója volt. 2008 és 2011 között a német Energie Cottbus, majd 2011 és 2013 között az MSV Duisburg játékosa volt. A Duisburgtól kölcsönben szerepelt 2012–13-ban a ciprusi Anórthoszi Ammohósztu, 2013-ban a VfL Osnabrück csapatában. 2013-ban hazatért Romániába. 2013–14-ben a Ceahlăul Piatra Neamț, 2014-ben újra az Universitatea Cluj, 2014–15-ben ismét az Oțelul Galați labdarúgója volt. 2015–16-ban a német alsóbb osztályú TuS Bersenbrück csapatában fejezte be az aktív labdarúgást.